# Václav Gottlieb
Václav Gottlieb (13. února 1904, Praha – 13. ledna 1951, Praha), známý též jako Venda Gottlieb, byl český jevištní výtvarník. Užíval pseudonym V. G. Venda.

## Rodina, studium
Byl synem Čeňka Gottlieba, který byl dekoračním malířem Národního divadla, současně byl synovcem Josefa Matěje Gottlieba, bývalého šéfa výpravy Národního divadla. V literatuře je Václav Gottlieb někdy mylně uváděn jako Gottlieb ml., syn J. M. Gottlieba. 
Studoval na pražské Uměleckoprůmyslové škole u prof. A. Hofbauera a K. V. Maška. Školu ukončil v roce 1929. Během studií byl na dvou studijních pobytech v zahraničí (Berlín, Paříž).

## Umělecká kariéra
Již v roce 1930 nastoupil do pražského Národního divadla a stal se asistentem šéfa výpravy. Funkci šéfa výpravy pak převzal v roce 1943 po svém strýci, J. M. Gottliebovi. Od roku 1949 zastával současně funkci technického správce divadla a to až do své smrti v roce 1951. Podílel se především na návrzích scény pro činoherní inscenace, navrhoval rovněž kostýmy a byl i autorem divadelních plakátů. V Národním divadle se podílel svými návrhy na více než 160 titulech.
Na nově vzniklé Divadelní fakultě AMU přednášel v roce 1948 divadelní techniku a provoz. 

## Ocenění
- 1940 Cena za hudebně dramatická díla (Triennale Miláno, Itálie)

## Návrhy scény, výběr
- 1923 Bedřich Smetana: Hubička (opera), Národní divadlo, režie Robert Polák (scéna spolu s Františkem Kyselou)
- 1932 Engelbert Humperdinck: Perníková chaloupka (opera), Národní divadlo, režie Hanuš Thein
- 1936 Vladislav Vančura: Jezero Ukereve (činohra), Stavovské divadlo, režie Jiří Frejka
- 1937 Fráňa Šrámek: Měsíc nad řekou (činohra), Stavovské divadlo, režie Vojta Novák
- 1938 Ladislav Stroupežnický: Naši furianti (činohra), Stavovské divadlo, režie Aleš Podhorský
- 1939 František Ferdinand Šamberk: Josef Kajetán Tyl (činohra), Stavovské divadlo, režie Jiří Frejka
- 1940 Jaroslav Křička: Král Lávra (balet), Národní divadlo, režie Joe Jenčík
- 1944 Josef Kajetán Tyl: Paličova dcera (činohra), Divadlo na Vinohradech, režie Aleš Podhorský
- 1945 Jan Drda: Hrátky s čertem (činohra), Stavovské divadlo, režie Aleš Podhorský
- 1946 George Bernard Shaw: Pygmalion (činohra), Stavovské divadlo, režie Vojta Novák
- 1946 Georges Bizet: Carmen (opera), Národní divadlo, režie Luděk Mandaus
- 1947 William Shakespeare: Jak se vám líbí (činohra), Stavovské divadlo, režie Karel Dostal (V.Gottlieb navrhl kostýmy)
- 1948 Sergej Prokofjev: Popelka (balet), Národní divadlo, režie Saša Machov (V.Gottlieb navrhl  scénu i kostýmy)
- 1949 A. S. Puškin, Jaroslav Pokorný: Jevgenij Oněgin (činohra), Národní divadlo, režie František Salzer (V. Gottlieb navrhl kostýmy)
- 1950 Alois Jirásek: Jan Žižka (činohra), Národní divadlo, režie Antonín Dvořák
- 1951 Antonín Dvořák: Jakobín (opera), Smetanovo divadlo, režie Hanuš Thein
- 1952 Jan Václav Antonín Stamic: Jarní symfonie (balet), Tylovo divadlo, režie Robert Braun
- 1965 Sergej Prokofjev: Popelka (balet), Národní divadlo, režie Saša Machov